# 一切為何
《一切為何》於1991年6月11日發行，是太極樂隊第七張粵語大碟。

## 介紹
整張專輯反映時事，嘲諷政治，是太極最賣座的專輯。除了主打歌「一切為何」為翻唱邦喬飛的「Santa Fe」之外，其餘歌曲全由太極全體共同作曲。本專輯由因葵填詞的作品依舊超過多數。

## 曲目
| 次序 | 歌名         | 填詞   | 作曲         |
| ---- | ------------ | ------ | ------------ |
| 1.   | 一切為何     | 林振強 | Jon Bon Jovi |
| 2.   | 不知不覺     | 因葵   | 太極樂隊     |
| 3.   | 一生最美一次 | 高秋   | 太極樂隊     |
| 4.   | 鐵漢的心     | 因葵   | 太極樂隊     |
| 5.   | 困擾         | 因葵   | 太極樂隊     |
| 6.   | 頂天立地     | 林振強 | 太極樂隊     |
| 7.   | 後悔         | 因葵   | 太極樂隊     |
| 8.   | 人生比賽     | 因葵   | 太極樂隊     |
| 9.   | 我是皇帝     | 因葵   | 太極樂隊     |
| 10.  | 圈套         | 因葵   | 太極樂隊     |